# Fritz Kuhn
Fritz Julius Kuhn, född 15 maj 1896 i München, död 14 december 1951 i München, var en tysk-amerikansk nazist och ledare för den amerikanska nazistiska organisationen German American Bund 1936–1942. På grund av detta blev han ibland kallad "Den amerikanske Führern" i media.

## Biografi
Fritz Kuhn växte upp i München och stred i den tyska kejserliga armén under första världskriget. Han belönades med järnkorset för sina insatser i strid och lämnade efter kriget armén med löjtnants grad. På grund av den ekonomiska depression som drabbade Tyskland efter första världskriget immigrerade han till Mexiko i början av 1920-talet och sedan vidare till USA 1928 där han 1934 fick amerikanskt medborgarskap. Men då en ekonomisk depression även drabbade USA på 1930-talet i sviterna av börskraschen 1929 började de nazistiska idéerna sprida sig till landet, något som Kuhn, i likhet med många andra tyska immigranter, snabbt tog till sig.

## Ledare För German American Bund
Kuhn gick efter bara något år i USA med i den nazistiska och protyska organisationen German American Bund och klättrade snabbt inom organisationen för att till slut bli dess ledare 1936 på Adolf Hitlers personliga önskan. Hitler valde att stödja Kuhn eftersom han trodde att han gick att kontrollera, men detta visade sig vara en helt felaktig bedömning. Kuhn visade sig snart ha stora ledarambitioner och drömde om att skapa en nazistisk stat i USA. Organisationen hade starkt stöd framför allt på östkusten och arrangerade flitigt massmöten och parader. Det kanske mest kända massmötet ägde rum den 20 februari 1939 i Madison Square Garden i New York. Då Kuhn talade till publiken under öppningen av mötet rusade en demonstrant upp på scenen med oklara avsikter men överrumplades av polis som fanns på plats, en del oroligheter utbröt i och utanför lokalen och mötet fick avbrytas i förtid.
Den 5 december 1939 blev Kuhn dömd av staten New York till 2,5 års fängelse för skattebrott samt förskingring från den egna organisationen German American Bunds egen partikassa. Summan 14000 dollar, vilket motsvarade ca två miljoner kronor i dagens penningvärde, hade av Kuhn bland annat spenderats  med en älskarinna.

## Fånge i Crystal City och deporterad
När USA drogs in i andra världskriget 1941 började amerikanska myndigheter med FBI i spetsen kartlägga alla medborgare och organisationer som kunde vara ett hot mot den amerikanska staten, bland dessa fanns Fritz Kuhn och German American Bund. Organisationen förklarades olaglig 1942 och nästan alla organisationens medlemmar i likhet med andra tyska, japanska och italienska immigranter och andra med någon form av band till axelmakterna skickades till olika övervakningsläger runt om i landet där myndigheterna kunde ha kontroll över dem. Det mest kända av dessa läger var det så kallade Crystal City i Texas dit bland annat Kuhn skickades. Hans amerikanska medborgarskap upphävdes 1943. Han och många andra fortsatte den nazistiska verksamheten i lägret fram till krigsslutet 1945.
Efter krigsslutet deporterades Kuhn tillbaka till Tyskland, han flyttade tillbaka till München där han levde fram till sin död 1951.